# Guillaume-Henri Dufour
Guillaume-Henri Dufour, född 15 september 1787 i Konstanz, död 14 juli 1875 i Les Eaux-Vives utanför Genève, var en schweizisk general, kartograf, politiker och humanist. 
Dufour ledde befästandet av Lyon under Napoleons hundradagarsvälde. Han gick därefter i schweiziska edsförbundets tjänst, blev 1827 överste och 1831 chef för generalstaben. Dufour var edsförbundets kommenderande general under Sonderbundskonflikten 1847 och det badensiska upproret 1849. 1833-65 förestod han utarbetandes av Schweiz generalstabskarta, den så kallade D-kartan, som var ett av Schweiz officiella kartverk, och länge ansågs vara den bästa kartografiska framställningen som fanns över ett bergslandskap. 1864 presiderade han tillsammans med Henri Dunant och tre andra schweizare i den kongress i Genève, som ledde fram till bildandet av Röda korset.
Asteroiden 1961 Dufour är uppkallad efter honom.